# Faro Cape Florida
El faro Cape Florida es un faro histórico ubicado en Key Biscayne, Florida. El faro Cape Florida se encuentra inscrito en el Registro Nacional de Lugares Históricos desde el 29 de septiembre de 1970. Samuel B. Lincoln diseñó el faro Cape Florida.

## Ubicación
El faro Cape Florida se encuentra dentro del condado de Miami-Dade en las coordenadas 25°39′58″N 80°09′22″O / 25.666111, -80.156111.